# Megachile dolichotricha
Megachile dolichotricha là một loài Hymenoptera trong họ Megachilidae. Loài này được Cockerell mô tả khoa học năm 1927.